# 1976년 하계 패럴림픽
1976년 하계 패럴림픽(영어: 1976 Summer Paralympics, V Paralympic Games, 프랑스어: Jeux paralympiques d'été de 1976)은 1976년 7월 17일부터 8월 1일까지 개최된 제21회 몬트리올 올림픽이 끝난 직후인 8월 3일부터 11일까지 캐나다 토론토의 에토비코크 센트럴공원에서 열린 하계 패럴림픽이다. 패럴림픽 사상 처음으로 척수장애인 외에 시각장애인·절단장애인이 참가한 대회로, 총 42개국에서 1,560명의 선수가 참여하였다.

## 참가국
1976년 하계 패럴림픽에 참가한 국가는 총 41개국이다. 버마(현재의 미얀마), 콜롬비아, 에콰도르, 그리스, 과테말라, 인도네시아, 룩셈부르크 7개국이 처음으로 하계 패럴림픽에 참가하였다.
| - 아르헨티나 - 오스트레일리아 - 오스트리아 - 바하마 - 벨기에 - 브라질 - 버마 - 캐나다 (개최국) - 콜롬비아 - 덴마크 - 에콰도르 - 이집트 - 에티오피아 - 피지 | - 핀란드 - 프랑스 - 영국 - 그리스 - 과테말라 - 홍콩 - 헝가리 - 인도네시아 - 아일랜드 - 이스라엘 - 이탈리아 - 일본 - 룩셈부르크 - 멕시코 | - 네덜란드 - 뉴질랜드 - 노르웨이 - 페루 - 폴란드 - 남아프리카 공화국 - 대한민국 - 스페인 - 스웨덴 - 스위스 - 우간다 - 미국 - 서독 |

## 종목
- 골볼
- 농구
- 다트체리
- 론볼
- 배구
- 사격
- 수영
- 스누커
- 양궁
- 역도
- 육상
- 탁구
- 펜싱

## 메달 집계
| 순위 | 국가              | 금메달 | 은메달 | 동메달 | 합계 |
| ---- | ----------------- | ------ | ------ | ------ | ---- |
| 1    | 미국              | 66     | 44     | 45     | 155  |
| 2    | 네덜란드          | 45     | 25     | 14     | 84   |
| 3    | 이스라엘          | 40     | 13     | 16     | 69   |
| 4    | 서독              | 37     | 34     | 26     | 97   |
| 5    | 영국              | 29     | 29     | 36     | 94   |
| 6    | 캐나다            | 25     | 26     | 26     | 77   |
| 7    | 폴란드            | 24     | 17     | 12     | 53   |
| 8    | 프랑스            | 23     | 21     | 14     | 58   |
| 9    | 스웨덴            | 22     | 27     | 24     | 73   |
| 10   | 오스트리아        | 17     | 16     | 17     | 50   |
| 11   | 오스트레일리아    | 16     | 18     | 8      | 42   |
| 12   | 멕시코            | 16     | 14     | 9      | 39   |
| 13   | 핀란드            | 12     | 20     | 18     | 50   |
| 14   | 스위스            | 10     | 12     | 10     | 32   |
| 15   | 일본              | 10     | 6      | 3      | 19   |
| 16   | 노르웨이          | 9      | 6      | 4      | 19   |
| 17   | 벨기에            | 7      | 7      | 8      | 22   |
| 18   | 뉴질랜드          | 7      | 1      | 5      | 13   |
| 19   | 남아프리카 공화국 | 6      | 9      | 11     | 26   |
| 20   | 이집트            | 5      | 2      | 1      | 8    |
| 21   | 아일랜드          | 4      | 10     | 6      | 20   |
| 22   | 스페인            | 4      | 6      | 2      | 12   |
| 23   | 아르헨티나        | 3      | 4      | 7      | 14   |
| 24   | 덴마크            | 3      | 0      | 3      | 6    |
| 25   | 이탈리아          | 2      | 5      | 11     | 18   |
| 26   | 인도네시아        | 2      | 1      | 4      | 7    |
| 27   | 대한민국          | 1      | 2      | 1      | 4    |
| 28   | 버마              | 1      | 1      | 1      | 3    |
| 29   | 페루              | 1      | 0      | 2      | 3    |
| 30   | 홍콩              | 0      | 1      | 2      | 3    |
| 31   | 브라질            | 0      | 1      | 0      | 1    |
| 32   | 과테말라          | 0      | 0      | 1      | 1    |
| 합계 | 합계              | 447    | 378    | 347    | 1172 |

| 하계 패럴림픽     |                                  |             |
| 이전 대회         | 1976년 하계 패럴림픽 토론토 1976 | 다음 대회   |
| 하이델베르크 1972 | 1976년 하계 패럴림픽 토론토 1976 | 아른험 1980 |

## 같이 보기
- 1976년 동계 패럴림픽
- 1976년 하계 올림픽